# Le Val-Saint-Germain
Le Val-Saint-Germain is een gemeente in het Franse departement Essonne (regio Île-de-France) en telt 1438 inwoners (1999). De plaats maakt deel uit van het arrondissement Étampes. De Franse cineast Jean Tourane was er enige jaren burgemeester.

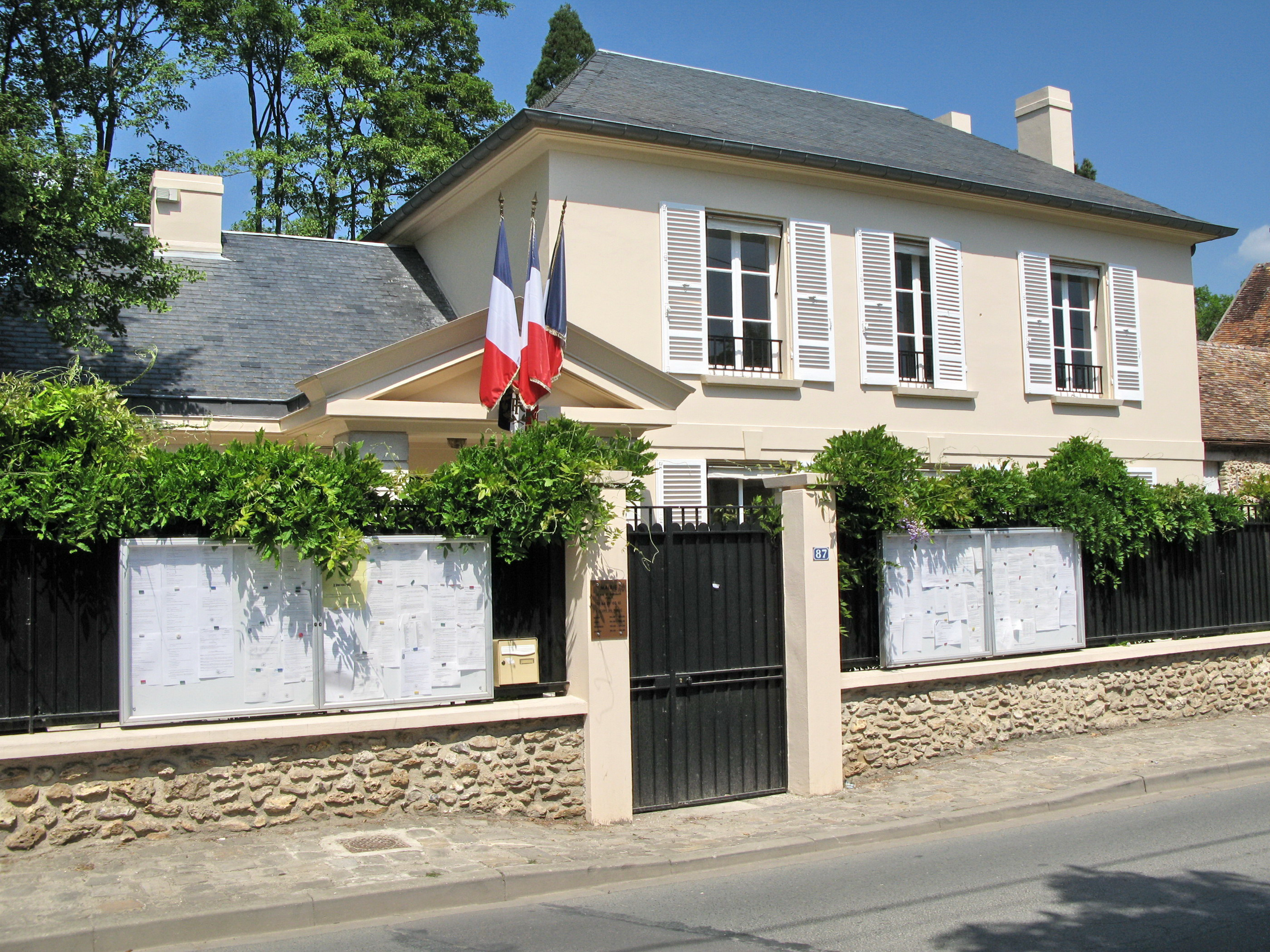
Gemeentehuis
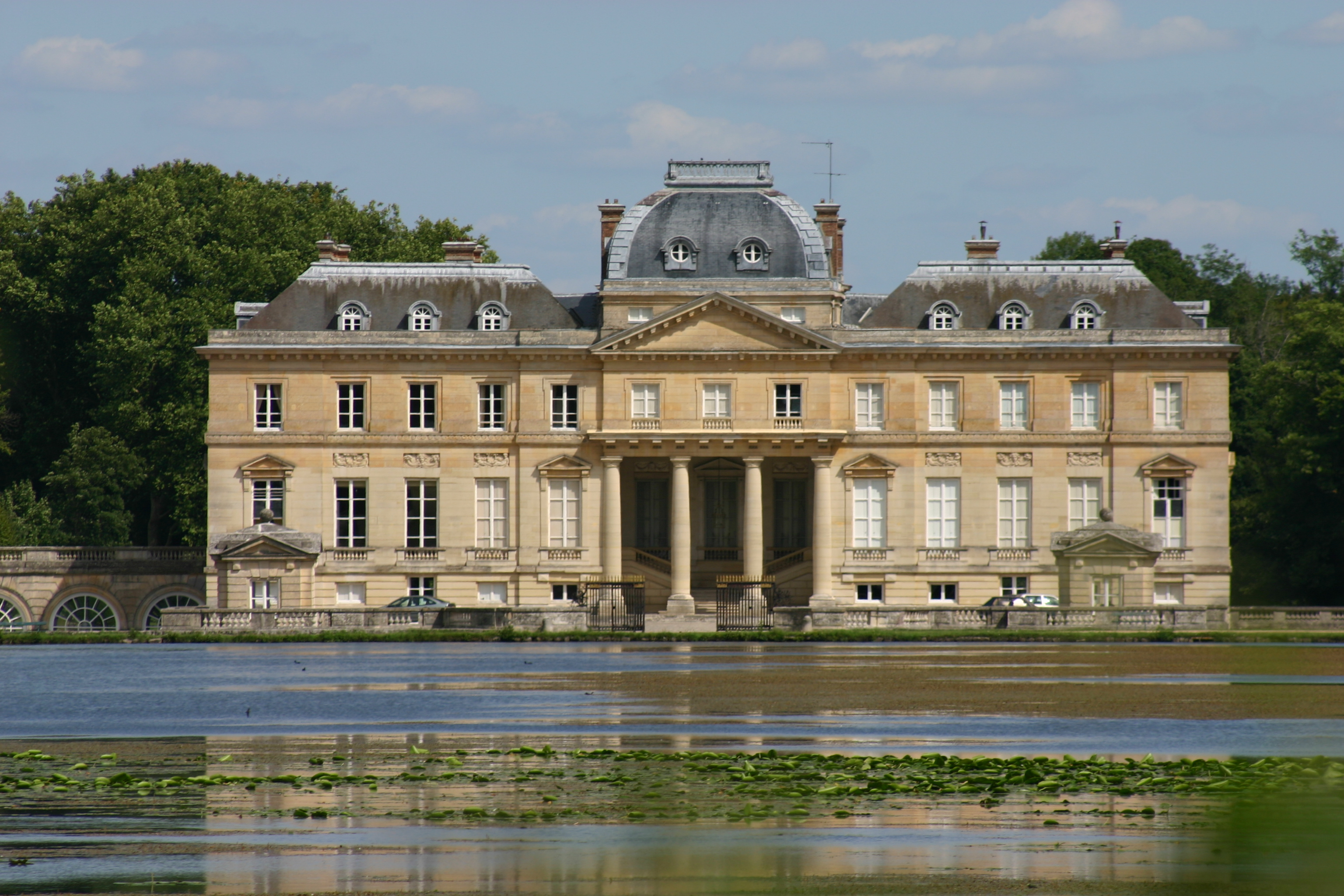
Kasteel van Marais

## Geografie
De oppervlakte van Le Val-Saint-Germain bedraagt 12,6 km², de bevolkingsdichtheid is 114,1 inwoners per km².
De onderstaande kaart toont de ligging van Le Val-Saint-Germain met de belangrijkste infrastructuur en aangrenzende gemeenten.

## Demografie
Onderstaande figuur toont het verloop van het inwonertal (bron: INSEE-tellingen).